# Neponset
Neponset is een plaats (village) in de Amerikaanse staat Illinois, en valt bestuurlijk gezien onder Bureau County.

## Demografie
Bij de volkstelling in 2000 werd het aantal inwoners vastgesteld op 519. In 2006 is het aantal inwoners door het United States Census Bureau geschat op 501, een daling van 18 (-3,5%).

## Geografie
Volgens het United States Census Bureau beslaat de plaats een oppervlakte van 2,7 km², geheel bestaande uit land. Neponset ligt op ongeveer 253 m boven zeeniveau.

## Plaatsen in de nabije omgeving
De onderstaande figuur toont nabijgelegen plaatsen in een straal van 16 km rond Neponset.